# 曹真 (明朝)
曹真（？—？），明朝初年海盗，明朝民变领袖，于广州自称为万户。某年于增城拦截广东参议王纲与其子王彦达，意欲拜请王纲为统帅，王纲不从，并试图劝化曹真，终被曹真所杀害。
明太祖洪武十四年（1381年）十一月廿九，曹真与自称元帅的苏文卿率众起义，联同单志道、李子文和李平天，于湛菜、大步、小亨、鹿步、石滩、铁场、清远、大罗山等地集众数万人和战船一千八百余艘，攻掠东莞、南海、肇庆及翁源诸县。
朝廷随后派遣南雄侯趙庸率一万五千余人，分道讨伐起义军。官军在鹿步败于起义军后，会同广东参议闫钝和千户张惠再与起义军交战，起义军弃械由水路逃遁。官军最终擒获千余人和船只六百余艘。